# Parlamentswahl in Portugal 2009
- BE: 16
- CDU: 15
- PS: 97
- PSD: 81
- PP: 21

Bei der Parlamentswahl in Portugal 2009 am 27. September 2009 waren etwa 9,34 Millionen Portugiesen im In- und Ausland aufgerufen, die 230 Mandate in der Assembleia da República neu zu bestimmen sowie damit die 18. verfassungsgemäße Regierung Portugals nach 1976. Die Wahl gewann die Sozialisten mit deutlichem Vorsprung vor den konservativen Sozialdemokraten, große Stimmenzuwächse konnte der Linksblock verzeichnen.
Die Wahl fand anlässlich des regulären Endes der vorigen, vierjährigen Legislaturperiode statt. Von 2005 bis 2009 regierte die Sozialistische Partei (PS) unter Führung von José Sócrates mit einer absoluten Mehrheit. Sahen die Meinungsforschunger zu Anfang des offiziellen Wahlkampfs am 12. September 2009 noch ein Kopf-an-Kopf-Rennen zwischen den Sozialisten und der größten Oppositionspartei, den Sozialdemokraten (PSD), wird bei der Wahl von einem Sieg der Sozialisten ausgegangen. Bei den kleineren Parteien wird mit einem starken Stimmenzuwachs für den Bloco de Esquerda (BE) gerechnet. Zur Wahl standen insgesamt 13 Parteien sowie zwei Listenverbindungen.
Schwerpunkte des Wahlkampfes waren vor allem die Auswirkungen der weltweiten Wirtschafts- und Finanzkrise sowie der Bau neuer Infrastrukturprojekte, unter anderem die Hochgeschwindigkeitszugverbindung Lissabon–Madrid und Lissabon–Porto–Vigo sowie der neue Lissabonner Flughafen.

## Endgültiges Ergebnis

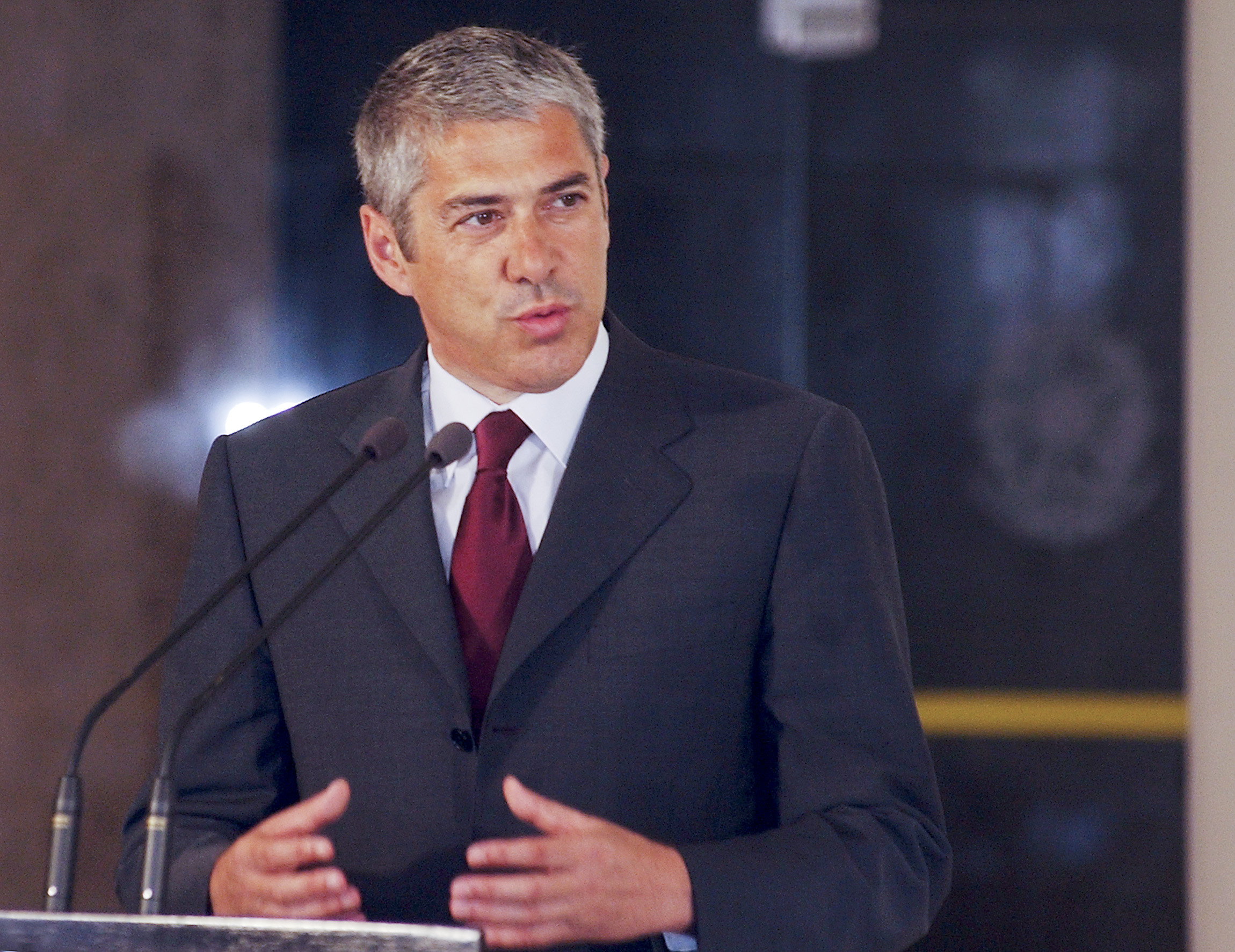
José Sócrates, Premierminister Portugals zwischen 2005 und 2009, trat erneut für die Sozialisten an. Er verteidigte den Sieg der Sozialisten, die jedoch starke Stimmenverluste erlitten

Sitzverteilung und stärkste Partei in den Wahlkreisen

Von insgesamt etwa 9,34 Millionen wahlberechtigten Portugiesen nahmen 5.658.495 an der nach dem System der Verhältniswahl stattfindenden Abstimmung teil. Gewählt wurde je eine Parteienliste in einem der 22 Stimmbezirke, die sich aus allen portugiesischen Distrikten, den Azoren, der Inselgruppe um Madeira sowie je einem Stimmbezirk für das europäische Ausland und das außereuropäische Ausland zusammensetzen. Es gibt in Portugal keine Sperrklausel, die Mandate werden nach dem Hare/Niemeyer-Verfahren vergeben.
Im Vergleich mit den Parlamentswahlen im Jahr 2005 verlor die PS deutlich an Stimmen, konnte sich jedoch weiterhin als stimmenstärkste Partei behaupten. Die PSD gewann nur unwesentlich hinzu, die Sozialdemokraten wurden allgemein als Wahlverlierer gesehen. Die vier kleinen im Parlament vertretenen Parteien, CDS-PP, BE, PEV und PCP, gewannen ebenfalls auf Kosten der anderen Parteien Stimmen hinzu. Derweil erreichte die Wahlbeteiligung mit 60,54 Prozent den niedrigsten Stand bei portugiesischen Parlamentswahlen seit der Nelkenrevolution 1974.

## Wahlergebnisse
| Partei                                | Partei | Stimmen   | Stimmen | Stimmen | Sitze   | Sitze |
| Partei                                | Partei | Anzahl    | %       | +/−     | Anzahl  | +/−   |
| ------------------------------------- | --- | --------- | ------- | ------- | ------- | ----- |
|                                       | Partido Socialista                                                                                        | 2.077.238 | 36,6    | −8,4    | 97      | −24   |
|                                       | Partido Social Democrata                                                                                  | 1.653.665 | 29,1    | +0,3    | 81      | +6    |
|                                       | Partido Popular                                                                                           | 592.778   | 10,4    | +3,1    | 21      | +9    |
|                                       | Bloco de Esquerda                                                                                         | 557.306   | 9,8     | +3,4    | 16      | +8    |
|                                       | Coligação Democrática Unitária 1 - Partido Comunista Português (PCP) - Partido Ecologista Os Verdes (PEV) | 446.279   | 7,9     | +0,3    | 15 13 2 | +1 ±0 |
|                                       | Partido Comunista dos Trabalhadores Portugueses                                                           | 52.761    | 0,9     | +0,1    | −       | −     |
|                                       | Movimento Esperança Portugal                                                                              | 25.949    | 0,5     | −       | −       | −     |
|                                       | Partido da Nova Democracia                                                                                | 21.876    | 0,4     | −0,3    | −       | −     |
|                                       | Movimento Mérito e Sociedade                                                                              | 16.924    | 0,3     | −       | −       | −     |
|                                       | Partido Popular Monárquico                                                                                | 15.262    | 0,3     | −       | −       | −     |
|                                       | Partido da Terra/Partido Humanista 2                                                                      | 15.262    | 0,2     | −       | −       | −     |
|                                       | Partido Nacional Renovador                                                                                | 11.503    | 0,2     | +0,0    | −       | −     |
|                                       | Portugal pro Vida                                                                                         | 8.461     | 0,2     | −       | −       | −     |
|                                       | Partido Trabalhista Português                                                                             | 4.974     | 0,1     | −       | −       | −     |
|                                       | Partido Operário de Unidade Socialista                                                                    | 4.632     | 0,1     | −0,0    | −       | −     |
|                                       | Partido da Terra 2                                                                                        | 3.265     | 0,1     | −       | −       | −     |
|                                       | Leeren Stimmzettel                                                                                        | 99.086    | 1,7     | −0,1    |         |       |
|                                       | Ungültige Stimmzettel                                                                                     | 76.894    | 1,4     | +0,2    |         |       |
|                                       | Gesamt | 5.681.258 | 100,0   |         | 230     |       |
| Wahlberechtigte                       | Wahlberechtigte                                                                                           | 9.519.921 |         |         |         |       |
| Wahlbeteiligung                       | Wahlbeteiligung                                                                                           | 59,7 %    |         |         |         |       |
| Quelle: Comissão Nacional de Eleições | |           |         |         |         |       |